# La Libre Esthétique

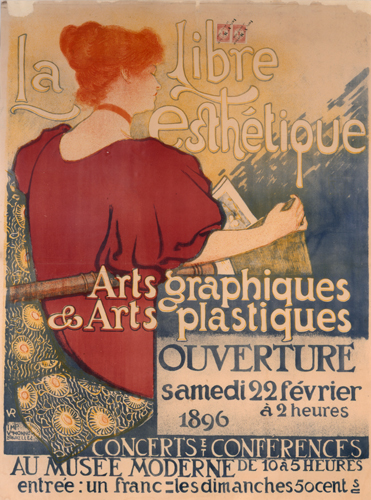
Affiche voor de salon van 1896 (Théo Van Rysselberghe)

La Libre Esthétique (voluit: Le Salon de la Libre Esthétique) was een kunstenaarsgroep in België, die in 1893 werd opgericht als opvolger van Les XX, de groep die door interne twisten ten onder was gegaan. Initiatiefnemer en mecenas was de Brusselse jurist Octave Maus, die ook de gangmaker van Les XX was geweest. Spreekbuis bleef Maus' tijdschrift L' Art Moderne.
Maus had de touwtjes ditmaal strakker in handen: in het bestuur van La Libre Esthétique zaten geen kunstenaars: zij werden slechts geïnviteerd.
De eerste tentoonstelling van La Libre Esthétique vond plaats op 14 februari 1894. De laatste was in 1914, het jaar waarin België ten prooi viel aan de Eerste Wereldoorlog. Plannen om de salon na de oorlog voort te zetten werden door Maus' overlijden in 1919 niet verwezenlijkt.
Bij de jaarlijkse salons werd werk geëxposeerd van kunstenaars uit allerlei actuele stromingen, onder wie Paul Gauguin, Eugène Laermans, Gisbert Combaz, Fritz Thaulow, Émile Claus, James Ensor, Guillaume Vogels, Henri-Edmond Cross, Théo van Rysselberghe, Willy Schlobach, Odilon Redon, Pierre Puvis de Chavannes, Fernand Khnopff, William Degouve de Nuncques, Maurice Denis, Paul-Élie Ranson en Henri-Gabriel Ibels.
Behalve tentoonstellingen van beeldende kunst en kunstnijverheid organiseerde La Libre Esthétique ook concerten rond contemporaine componisten. De grote violist Eugène Ysaÿe en zijn broer de pianist Théo Ysaÿe, beiden ook componist, sloten zich aan bij de groep. Tijdens de eerste salon in 1894 werd een festival gewijd aan Claude Debussy.